# Quarto d'Altino
Quarto d'Altino är en ort och kommun i storstadsregionen Venedig, innan 2015 provinsen Venedig, i regionen Veneto i Italien. Kommunen hade 8 164 invånare (2018).